# San Pedro (distrito de Lucanas)
San Pedro é um distrito do peru, departamento de Ayacucho, localizada na província de Lucanas.

## Transporte
O distrito de San Pedro é servido pela seguinte rodovia:
- PE-32, que liga o distrito de Chaparra (Região de Arequipa) à cidade de Puquio (Região de Ayacucho)
- PE-30A, que liga o distrito de Nazca (Região de Ica) à cidade de Abancay (Região de Apurímac)
- AY-114, que liga a cidade de Lucanas ao distrito [1][2][3]